# Bóbitás bukó
A bóbitás bukó (Lophodytes cucullatus) a madarak osztályának a lúdalakúak (Anseriformes) rendjébe, ezen belül a récefélék (Anatidae) családjába tartozó Lophodytes nem egyetlen faja.

## Rendszerezése
A fajt Carl von Linné svéd természettudós írta le 1758-ban, a Mergus nembe Mergus cucullatus néven.

## Előfordulása
Észak- és Közép-Amerikában, a Karib-térségben honos, Európába ritkábban látogató madár. Természetes élőhelyei a tűlevelű és mérsékelt övi erdők, tengerpartok, mocsarak, tavak, folyók és patakok környékén. Vonuló faj.

## Megjelenése
Testhossza 42–50 centiméter, szélessége 56–70, testtömege 453–910 gramm, szárnyfesztávolsága 56–70 centiméter. Szaporodási időszakban a hímnek félkör alakú, erősen összenyomott tollsisakja van. Felül barna, alul fehér, nyaka, melle felsőrésze és feje fekete; a sisak nagyobbik hátsó fele a fekete szegést kivéve fehér, az elülső része szintén fekete. Nyári meze és a tojó ruházata az örvös bukóéhoz hasonló. 
|  |  |  |

## Életmódja
Főleg halakkal táplálkozik, de vízi rovarokat és rákokat is fogyaszt.

## Szaporodása
Szaporodási időszaka novembertől januárig tart.
|  |

## Természetvédelmi helyzete
Az elterjedési területe rendkívül nagy, egyedszáma pedig növekszik. A Természetvédelmi Világszövetség Vörös listáján nem fenyegetett fajként szerepel.